# Park Mużakowski

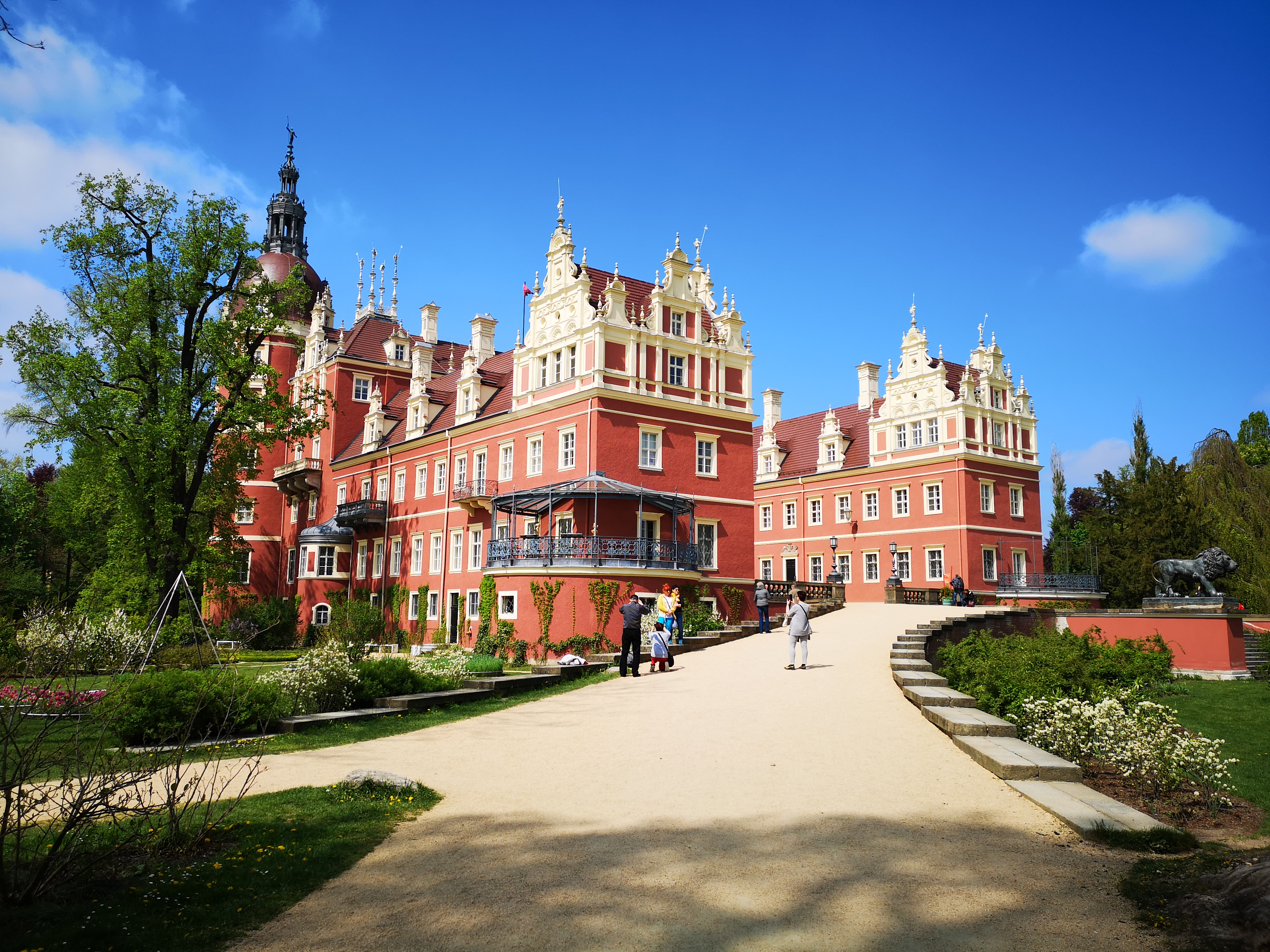
Nowy zamek w Mużakowie

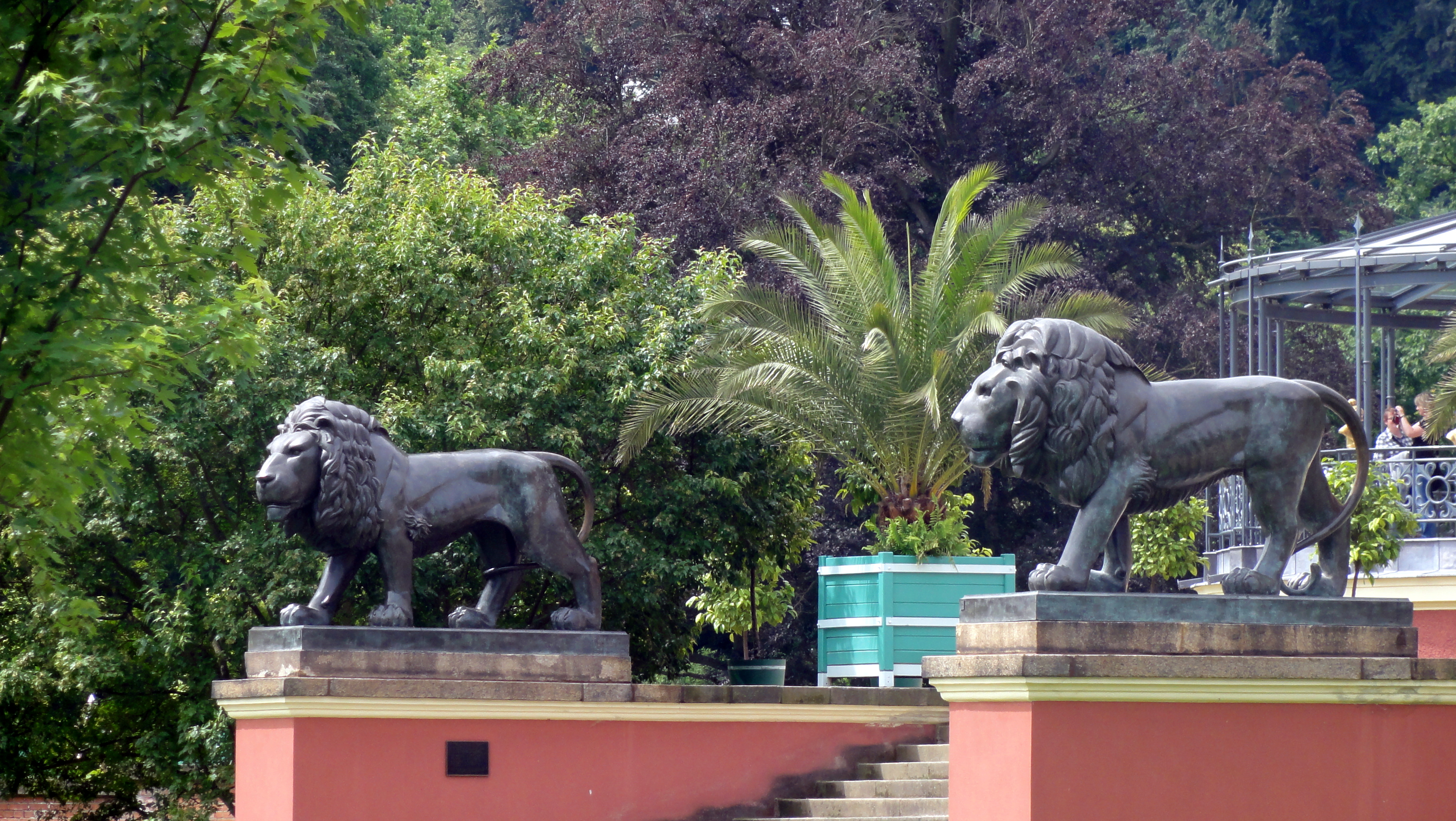
Figury lwów przed Nowym Zamkiem.

Park Mużakowski (niem. Park von Muskau, Muskauer Park lub Fürst-Pückler-Park) – park w Polsce i w Niemczech, zajmujący 728 ha powierzchni po obu stronach rzeki Nysy Łużyckiej, która stanowi granicę polsko-niemiecką, w województwie lubuskim, i w powiecie żarskim. Jest to największy park w stylu angielskim na terenie Polski.
Polska część parku jest zarządzana przez Narodowy Instytut Dziedzictwa w Warszawie, a niemiecka – przez Fundację Fürst–Pückler–Park Bad Muskau z siedzibą w Oranżerii znajdującej się w parku.

## Położenie

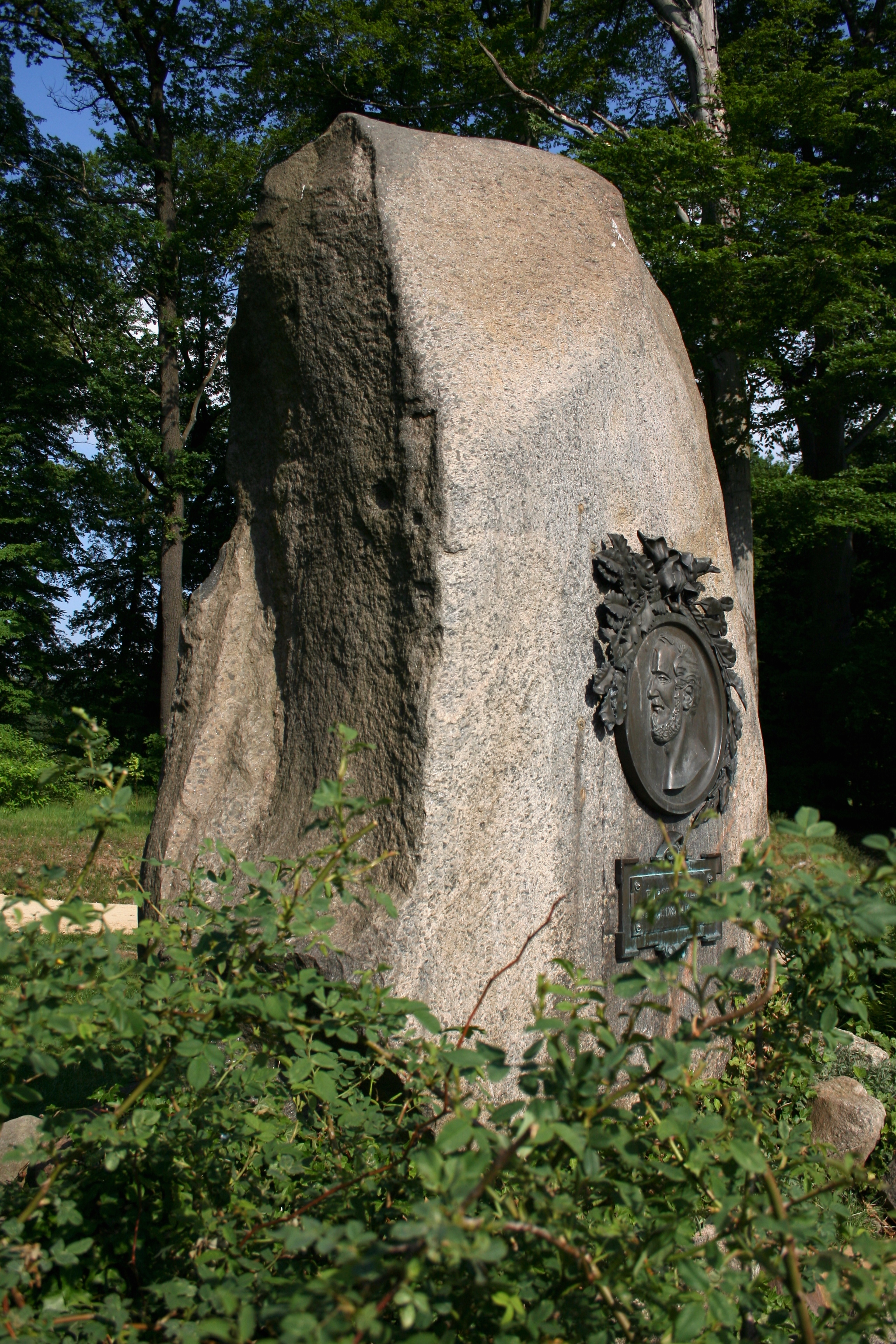
kamień Hermanna von Pückler-Muskau

Po stronie polskiej znajdują się 522 ha całego założenia parkowego, a po stronie niemieckiej 206 ha. Centralna część parku z zabudowaniami rezydencjalnymi znajduje się po zachodniej stronie rzeki przy niemieckiej miejscowości Mużaków, polska część leży przy miejscowości Łęknica.
Park Mużakowski znajduje się na terenie Parku Krajobrazowego Łuk Mużakowa oraz Geoparku Łuk Mużakowa. Jest to pierwszy w Polsce geopark przyjęty do Światowej Sieci Geoparków (ang. Global Network of National Geoparks).

## Historia
Założycielem parku był książę Hermann Ludwig Heinrich von Pückler-Muskau (1785–1871), który po podróżach, w tym do Anglii, zachwycił się parkami krajobrazowymi. W 1811 odziedziczył po zmarłym ojcu posiadłość w Muskau. Na początku XIX w. był to zamek z otaczającym go parkiem położonym nad Nysą. W 1815 pierwszego maja Pückler wydał list otwarty do mieszkańców Muskau, w którym prosił o pomoc w zakładaniu parku przypałacowego w stylu angielskim.
W latach 1815–1845 rezydencja rozrosła się w rozległe założenie parkowe w stylu krajobrazowym. Przemodelowano teren, wybudowano mosty przez Nysę, nasadzono tysiące drzew i krzewów. Całość została wpisana w naturalne wnętrze doliny rzeki. W realizacji planów brali udział: Karl Friedrich Schinkel, August Schirmer (malarz), John Adey Repton (angielski architekt) oraz Jacob Heinrich Rehder (ogrodnik). Pogłębiający się kryzys finansowy spowodowany pracami na ogromną skalę oraz podróżami księcia zmusił go do sprzedaży majątku. Z koncepcji obejmującej ponad 700 ha, zrealizowano nieco ponad 250 ha. W 1845 książę był zmuszony sprzedać posiadłość w Muskau i przenieść się z byłą żoną Lucie do Branitz koło Chociebuża, gdzie rozpoczął tworzenie kolejnego parku. Zmarł 4 lutego 1871 roku. Razem z Lucie został pochowany w usypanej piramidzie na jeziorze w parku w Branitz.
Kolejnym właścicielem Parku Mużakowskiego był książę Fryderyk Niderlandzki, który kontynuował prace związane z tworzeniem parku. Kazał przebudować i zmodernizować niektóre budowle. We wschodniej części parku Eduard Petzold wykonał arboretum, w którym znajduje się prawie 3000 gatunków roślin drzewiastych i krzewiastych. Kolekcja zyskała miano najbardziej znaczącej w Niemczech. Prace trwały aż do śmierci księcia w 1881.
W 1883 posiadłość przejęła rodzina von Arnim, która po odratowaniu funduszy Muskau kontynuowała dzieło poprzedników. W latach 1886–1888 w miejscu, które Pückler przeznaczył na wzniesienie kaplicy grobowej powstało mauzoleum dla zmarłej tragicznie żony hrabiego von Arnim. W 1945 rodzina von Arnim została wysiedlona z Muskau.
W czasie II wojny światowej park i budynki parkowe uległo zniszczeniu, w tym główna rezydencja – Nowy Zamek. W centralnej kompozycji parku w pierwszych latach XX wieku ustawiono pomnik ku czci jego twórcy księcia Hermana von Pücklera. Podczas działań frontowych na Nysie Łużyckiej zostały wysadzone dwa historyczne mosty przez rzekę: Most Podwójny odbudowany w 2003 oraz Most Angielski, którego odbudowa zakończyła się w roku 2011. W tym samym roku zakończyła się renowacja Mostu Arkadowego w polskiej części parku.

## Zabytki
- Nowy zamek w Mużakowie
- Stary zamek w Mużakowie

## Wyróżnienia
1 maja 2004 polska część parku została uznana za pomnik historii. 2 lipca 2004 Komitet Światowego Dziedzictwa UNESCO zdecydował jednogłośnie o wpisaniu Parku Mużakowskiego na Listę światowego dziedzictwa UNESCO, jako 12. obiekt w Polsce.